# Mijaíl Lázarev
Mijaíl Petróvich Lázarev (en ruso: Михаил Петрович Лазарев; Vladímir, Rusia, 3 de noviembre de 1788-Viena, Austria; 11 de abril de 1851) fue un oficial naval ruso y explorador, que alcanzó en 1843 el grado de almirante. 
Realizó tres circunnavegaciones la mundo: en 1813-1816, a bordo del buque de Suvórov;  en 1819-1821, en la corbeta Mirni como  adjunto de Fabian Gottlieb von Bellingshausen; y en 1822-1825, en su fragata Kréiser. 
Fue nombrado en 1832 jefe del Estado Mayor de la Flota del Mar Negro y en 1833  comandante de la Flota del Mar Negro. 

## Biografía

### Educación e inicios de carrera naval
Mijaíl Lázarev nació en Vladímir, vástago de la antigua nobleza rusa de la provincia Vladímir. En 1800 se matriculó en la Escuela Naval de Rusia. Tres años más tarde fue enviado a la Flota británica, donde permanecería un periodo de cinco años de navegación continua. De 1808 a 1813, Lázarev sirvió en la Flota del Báltico. Tomó parte en la Guerra ruso-sueca de 1808-1809 y en la guerra Patriótica de 1812.

### Carrera como explorador

Mapa de la ruta en torno a la Antártida en el viaje en que acompañó a Fabian Gottlieb von Bellingshausen (1819-21) como adjunto y comandante de la corbeta Mirni.

Lázarev hizo su primera circunnavegación del mundo en 1813-1816, a bordo del buque de Suvórov. Esta expedición comenzó en el puerto de Kronstadt y alcanzó Alaska, y en ella Lázarev descubrió el atolón de Suwarrow.
Como comandante de la corbeta Mirni y adjunto de Fabian Gottlieb von Bellingshausen en su crucero por el mundo en 1819-1821, Lázarev participó en el descubrimiento de la Antártida y de numerosas islas. El 28 de enero de 1820 la expedición descubrió el continente antártico, acercándose a las costas antárticas en las coordenadas 69°21′28″S 2°14′50″O / -69.35778, -2.24722 viendo los campos de hielo allí.
En 1822-1825, Lázarev dio la vuelta al mundo por tercera vez en su fragata Kréiser (Crucero), realizando una amplia investigación en los campos de la meteorología y la etnografía.

### Mandos en tiempo de guerra
En 1826, Lázarev se convirtió en comandante de la nave Azov, que navegaba hasta el mar Mediterráneo como buque insignia del Primer Escuadrón del Mediterráneo, al mando del almirante Lodewijk van Heiden y participó en la batalla de Navarino en 1827. Lázarev recibió el rango de almirante por su excelencia durante la batalla.
En 1828-1829, estuvo a cargo del bloqueo del estrecho de los Dardanelos.
En 1830, Lázarev regresó a Kronstadt y se convirtió en uno de los comandantes de las unidades navales de la Flota del Báltico. Dos años más tarde, fue nombrado jefe del Estado Mayor de la Flota del Mar Negro.
En febrero y junio de 1833, Lázarev encabezó una escuadra rusa al Bósforo y firmó el Tratado de Unkiar Skelessi con Turquía. En 1833, Lázarev fue nombrado comandante de la Flota del Mar Negro, de los puertos del mar Negro y también gobernador militar de Sebastopol y Nikoláyev.

## Influencia y legado
El almirante Lázarev influyó tanto en cuestiones técnicas como en su papel de mentor de los oficiales más jóvenes. Abogó por la creación de una flota de vapores, pero el atraso económico y técnico de Rusia fue un importante obstáculo para ello. También tuteló a varios de los comandantes de la flota rusa, como Pável Najímov, Vladímir Kornílov, Vladímir Istomin y Grigori Butakov.
Muchos lugares han sido nombrados en reconocimiento de Lázarev: un atolón en el océano Pacífico; un cabo en el limán del Amur y otro en la isla Unimak; una antigua isla en el mar de Aral;  una bahía[cita requerida] y un puerto[cita requerida] en el mar de Japón; la bahía Lázarev y el mar de Lázarev, en el océano Antártico; un asentamiento cerca de la ciudad rusa a orillas del mar Negro de Sochi.
Un planeta menor descubierto por el astrónomo soviético Nikolái Chernyj, en 1978, también lleva su nombre, (3660) Lazarev.
Varios barcos rusos han sido nombrados en honor del almirante:
- un crucero ligero ordenado por la Marina Imperial en 1914, completado y renombrado como  Krasny Kavkaz después de la revolución;
- un crucero de la clase Sverdlov, construido en la década de 1950;
- el crucero de batalla Kírov transformado a la clase crucero de batalla Frunze, fue renombrado Almirante Lázarev después de la disolución de la Unión Soviética.

Lázarev está enterrado con sus discípulos Najímov, Kornílov e Istomin en la Bóveda Entierro de los Almirantes en la catedral de Vladímir, en Sebastopol.